# Iàkovlev Iak-9
El Iàkovlev Iak-9 (en rus: Як-9, designació OTAN: Frank) va ser un caça monomotor d'ala baixa fabricat per l'oficina de disseny soviètica Iàkovlev entre 1942 i 1948 a partir del Iàkovlev Iak-1, i que va entrar en servei en la Força Aèria Soviètica, amb la qual va participar en la Segona Guerra Mundial. Es van fabricar 16.769 unitats, la qual cosa el va convertir en el caça soviètic més nombrós de la guerra.

## Història
Aleksandr Serguéievitx Iàkovlev desitjava, per sobre de tot, dissenyar caces. La seva oportunitat es va produir al novembre de 1938, quan la seva oficina de projectes va rebre l'autorització per iniciar els treballs en un "caça per al front", al que els seus dissenyadors van donar la designació de Ja-26 i el NKAP la d'I-26 (la "I" era per istrebitel, o caça). Iàkovlev havia seguit de prop els primers desenvolupaments dels Messerschmitt Bf 109 i Supermarine Spitfire, però en canvi va declinar l'oportunitat d'utilitzar una estructura íntegrament metàl·lica amb revestiment resistent i es va adherir a un tipus de construcció més tradicional, amb l'ala de fusta, el fuselatge de tubs d'acer soldats amb revestiment mixt d'alumini i tela, i les superfícies de control de duralumini recobert també de tela. Iàkovlev, que tenia amistat amb Vladímir Iàkovlevitx Klímov, va obtenir permís d'aquest per utilitzar el seu motor Klimov M-106 de 1.350 CV (derivat remotament del francès Hispà-Suïssa I-12). En aquells dies, els trens d'aterratge retràctils eren ja bastant fiables, de manera que es va dissenyar una bona instal·lació de via ampla on els trens d'aterratge principals s'amagaven davant de la travessa frontal. Es va adoptar l'accionament pneumàtic, que també donava servei als flaps dividits de duralumini. A fi de reduir la resistència, el radiador combinat de glicol i oli va ser situat en un conducte sota el caire de sortida de l'ala, mentre que les preses d'aire dels carburadors es van obrir en les arrels alars. El seu armament comprenia un canó ShVAK de 20 mm tirant a través de la boixa de l'hèlice hidràulica VISh-61 i dues metralladores ShKAS de 7,62 mm i elevada cadència de tir en el capó del motor, que de moment era el M-105 d'1.050 CV.
Quan el primer Ja-26 estava gairebé complet, els obrers de la factories el van batejar Krassavits (bellesa). Va ser acabat en l'esquema característic de l'oficina de projectes, enterament vermell i amb el timó de direcció en franges vermelles i blanques. El pilot de proves I. I. Piontkovski va emprendre el seu primer vol, que fou satisfactori, sense armament ni ràdio, el 13 de gener de 1940, i les rodes dels trens d'aterratge van demostrar bon comportament sobre la neu i el gel.
Desgraciadament, l'avió va patir un accident fatal el 27 d'abril, però es va atribuir a un defecte de construcció. En aquells dies, el futur d'aquest model estava assegurat i, amb la designació Iàkovlev Iak-1 donada per la Força Aèria Soviètica, va ser posat en producció en dues factories. D'aquest model derivarien els posteriors Iàkovlev Iak-3, Iak-7 i el propi Iàkovlev Iak-9, que són desenvolupaments diferenciats d'aquest avió.

## Desenvolupament
El desenvolupament del caça experimental Iàkovlev Iak-7 DI (per dalnii istrebitel, o caça de llarg abast). Aquest aparell tenia un abast superior als 1.000 km i cap a 1942 havien donat pas a la producció en sèrie d'un model refinat, el Iak-9. Aquest es caracteritzava per un radiador i els conductes de l'oli millorats, per la reforma del timó de direcció, el redisseny de les seves ales de travessers metàl·lics amb l'adopció de flaps i alerons millorats i amb tela envernissada sobre el seu revestiment de metall, compensadors en totes les superfícies de control, la instal·lació de les armes modificades, roda de cua retràctil, nous tubs d'escapament del motor (apareguts per primera vegada en els últims Yak-7B) i molts canvis menors. Els lliuraments als IAP (regiments de caça) per a la força Aèria Soviètica van començar a l'octubre de 1942 i el model va ser ràpidament posat en combat, en el front de Stalingrad.
Cap a febrer de 1943, els avions de sèrie sortien de les cadenes de muntatge amb ales de menor envergadura i que incorporaven costelles de duralumini; a més, la planta motriu inicial, el M-105PF o el M-105-PF-1, va ser reemplaçada pel M-105-PF-3 d'1.240 CV.
El Yak-9 va operar amb diferents tipus d'armament, inclosos tots els tipus de canons aeronàutics en fabricació en aquells dies en la Unió Soviètica, i durant 1943 van aparèixer diverses versions en les quals es desenvolupava el potencial de combat del model, en aplicacions contracarro, de bombardeig lleuger i d'escorta.
A partir de mitjans de 1943, la OKB de Iàkovlev va començar a treballar en la variant Iak-9O (uluchshyennyi, o millorades) que adoptava una cèl·lula redissenyada i bàsicament més aerodinàmica, una nova ala de major envergadura i superfície, canvis en el sistema de combustible i moltes altres parts, incloses preses d'aire grans i ovals per al motor projectant-se des de les vores d'atac de les arrels alars i el motor VK-107, més potent. A fi de compensar els inevitables problemes amb el centre de gravetat, l'ala va ser lleugerament avançada.

## Història operacional

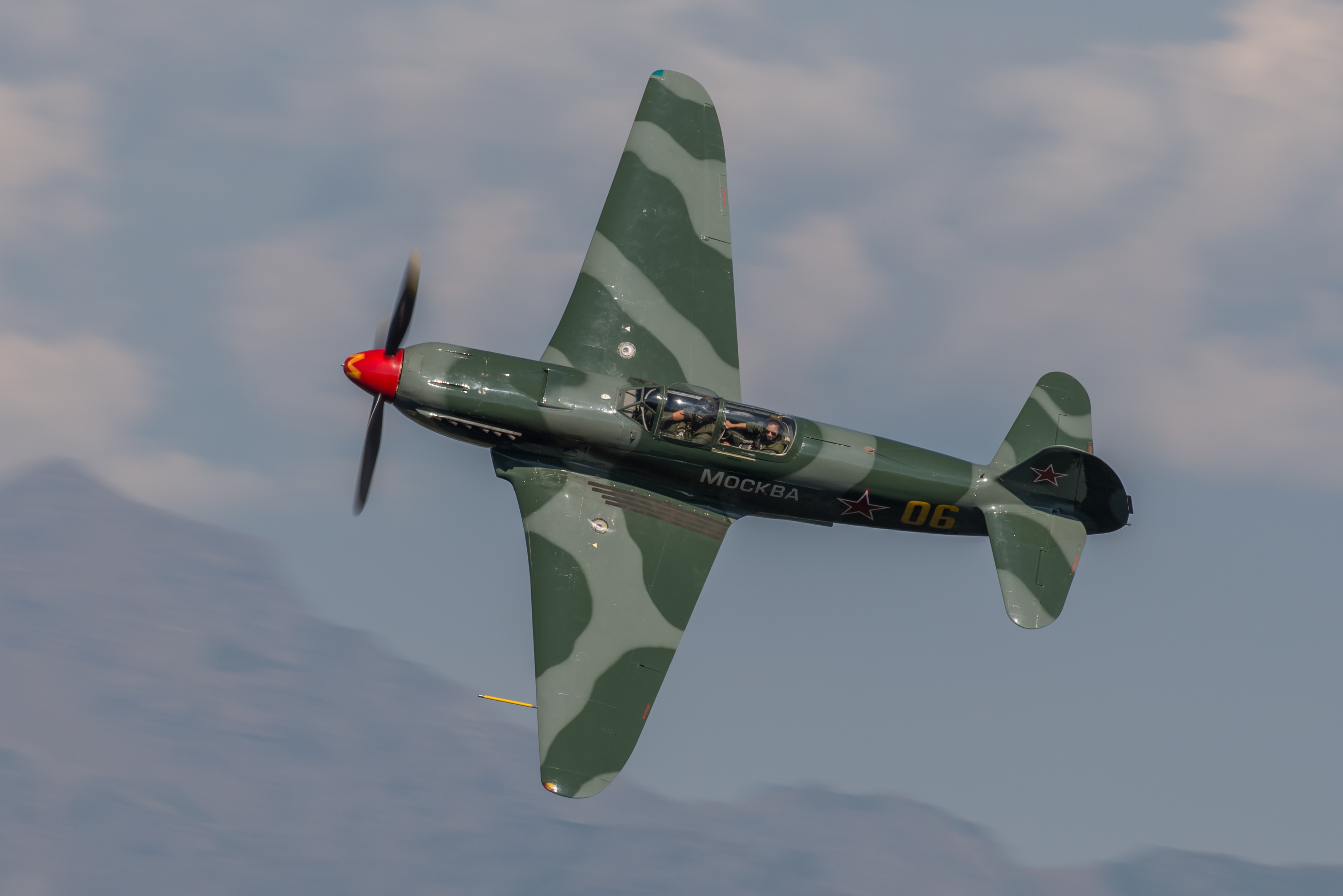
Un Yak-9 en estat operacional volant sobre Suïssa.

El primer Yak-9 va ser lliurat i va entrar en servei durant el mes d'octubre de 1942. Els Yak-9 van participar en els seus primers combats a la fi de 1942 durant la batalla de Stalingrad.
El 1944, alguns Yak-9DD van ser utilitzats per escortar bombarders B-17 Flying Fortress i B-24 Liberator contra objectius a Romania usant la ruta Ucraïna-Romania-Itàlia.
Durant 1949, la Unió Soviètica va proporcionar avions Yak-9P (VK-107) a alguns dels seus països satèl·lits del bloc soviètic per ajudar-los a reconstruir les seves forces aèries en resposta al pont aeri a Berlín occidental durant el bloqueig de la ciutat. Una secció del manual d'operacions de l'aparell, va ser accidentalment omesa en la seva traducció del rus a altres llengües; abans d'encendre el motor del Yak-9, era necessari accionar 25 vegades una bomba d'oli manual instal·lada en la cabina que proporcionava al motor Klimov la lubricació inicial necessària, al contrari del que succeïa amb els avions alemanys de la Segona Guerra Mundial, i amb els avions occidentals, que estaven equipats de circuits de lubricació forçada tancats. En saltar-se aquest inusual, però vital pas, provocava sovint durant la maniobra d'enlairament el gripatge del motor, la qual cosa va causar diversos accidents.

## Variants

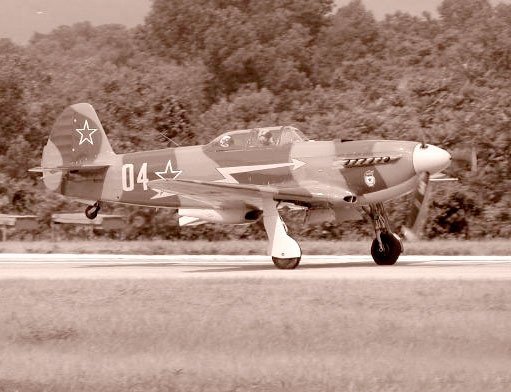
Yak-9 actual prenent part en un espectacle aeri sobre la Segona Guerra Mundial, Reading, PA. 2002.

L'OKB Iàkovlev va crear 22 modificacions del Iak-9, de les quals, 15 van ser construïdes en sèrie. Les versions més notables, van ser:
Yak-9:
prototip desenvolupat a partir del Yak-7D i primeres sèries de producció, aparegudes a mitjan 1942; motor Klimov M-105PF d'1.180 CV (880 kW), un canó ShVAK de 20 mm amb 120 trets, una metralladora Berezin UBS de 12,7 mm amb 200 trets i sis coets RS-82 o bé dues bombes FAB-100 de 100 kg.
Yak-9M
versió normalitzada, amb el canó de 20 mm i dues metralladores UBS de 12,7 mm.
Yak-9D
versió d'escorta de llarg abast, amb combustible addicional que incrementava l'abast fins als 1.330 km i el motor M-105PF-3; en operació a partir de l'estiu de 1943.
Yak-9T
avaluada al desembre de 1942 amb el canó contracarro Nudelman-Suranov NS P-37 de 37 mm amb 30 projectils en lloc del ShVAK de 20 mm, i amb suports subalars per a bombes de càrrega buida PTAB de 2,5 kg en contenidors especials; la cabina, va ser desplaçada 40 centímetres cap enrere per compensar l'augment de pes del canó. Inicialment, tenia greus deficiències de control, a causa dels refrigerants del canó, a la seva reculada, i a més tenia una escassa quantitat de munició. El Yak-9T va ser utilitzat àmpliament contra els mercants enemics en el mar Negre i contra tancs, però també va ser usat contra altres avions, als quals solia bastar amb un sol tret per partir-lo en dos; uns altres Yak-9T van portar els canons MP-20, VYa-23 i MP-23VV; va entrar en servei a principis de 1943.
Yak-9TK
Yak-9T amb la capacitat d'instal·lar qualsevol dels canons disponibles; ShVAK 20 mm, VYa de 23 mm, NS-37 de 37 mm, el NS-45 de 45 mm en el bloc del motor. No va entrar en producció ja que la diferència entre els canons de 20 i 23 mm és insignificant, i el de 45 mm no era fiable.
Yak-9K
va operar de forma restringida a partir de 1943; armat amb un canó pesant OKB-16-45 de 45 mm amb 29 projectils i un fre de boca per disminuir la gran reculada. Disparar el canó a velocitats inferiors a 350 km/h podia causar una dramàtica perdua de control de l'aparell, així com el que aquest, es veiés sacsejat cap enrere i davant a l'interior de la cabina, encara que era bastant precís a velocitats majors en ràfegues de dos o tres trets. La reculada, també causava nombroses perdudes de lubrificant i líquid refrigerant. La instal·lació del canó pesant, degradava prou les seves capacitats, com per requerir caces d'escorta. El Yak-9K va tenir un ús limitat donada la poca fiabilitat del canó.
Yak-9TD
versió amb un canó NS-37 i capacitat per 4 bombes FAB-50 de 50 kg sota les ales.
Yak-9B
versió especial de bombarder del Yak-9D (designació de fabrica Yak-9L), construïda en curtes sèries; celler intern darrere de la cabina, amb capacitat per 4 bombes FAB-100 de 100 kg o contenidors amb 128 bombes lleugeres PTAB de 2,5 kg.
Yak-9DD
Yak-9D i Yak-9T modificats com a caces d'escorta de molt llarg abast, amb fins a 845 litres de combustible, que li donaven un abast màxim 2.200 km, encara que el seu equip de radio i navegació, i la seva capacitat nocturna o amb mal temps, era pobre. El Yak-9DD s'usava principalment per escortar als bombarders Petlyakov Pe-2 i Túpolev Tu-2 tot i que va provar no ser adequat per a aquesta missió, a causa de l'escàs avantatge de velocitat sobre els bombarders. També va ser utilitzat per escortar als bombarders nord-americans en les seves incursions llançadora contra les instal·lacions petrolíferes romaneses; va equipar així mateix a les 236a (divisió de caça), basada a Bari, al sud d'Itàlia, i va operar durant algun temps en suport dels partisans iugoslaus.
Yak-9M
Yak-9D amb la carlinga desplaçada 40 centímetres enrere igual que en el Yak-9T, se li van aplicar nombroses modificacions i arranjaments basats en les experiències anteriors.
Yak-9MPVO
uns pocs aparells Yak-9M amb una capacitat de combustible lleument reduïda, motor Klimov VK-105PF2 amb 1.240 CV (925 kW), utilitzats com a caces nocturns, equipats amb un reflector i un radiocompàs RPK-10 Volo per la PVO Strany.
Yak-9
Yak-9M amb motor Klimov VK-105PF, nova hèlix, i un armament consistent en 1 canó Nudelman-Suranov NS-23 de 23 mm amb 60 projectils, i 2 canons Berezin B-20 de 20 mm amb 120 projectils per a cadascun. No va entrar en producció, ja que va demostrar ser inferior en les proves al Yak-3 i al Yak-9O.
Yak-9R
versió de reconeixement tàctic monoplaça, amb equip especialitzat.
Yak-9
a més del canó muntat en el motor portava altres dos, de 20 mm, emplaçats en el fuselatge i sincronitzats.
Yak-9PD
versió experimental de interceptor de gran altura equipat amb motor Klimov M-105PD amb un sobrecompressor de dues etapes engranat; dissenyat especialment per interceptar als Junkers Ju 86R de reconeixement a gran altitud de la Luftwaffe que volen s sobre Moscou el 1942-1943. Les pobres característiques de vol a causa de la poca fiabilitat del motor es van corregir amb l'adopció del motor Klimov M-106PV, que durant les seves proves, va aconseguir els 13.500 m. El seu armament, es va reduir a un únic canó XVAK de 20 mm per reduir el pes.
Yak-9O (VK-105)
Yak-9T amb el motor Klimov VK-105PF2 i nombroses millores aerodinàmiques i estructurals introduïdes en el Yak-3. La principal diferència visual del Yak-9T estava en els radiadors d'oli en les arrels de les ales igual que en el Yak-3 i en la coberta del fuselatge de fusta contraplacada en comptes de tela i únicament es diferenciava visualment del Yak-3 en la coberta del seu tren d'aterratge. El seu armament, consistia en un canó 1 VYa de 23 mm amb una càrrega de munició de 60 projectils, i 2 metralladores UBS de 12,7 mm amb 170 projectils per a cadascuna. El canó VYa podia ser reemplaçat per ShVAK, B-20, o NS-37, posteriorment, va ser necessari retirar una la metralladora UBS d'estribord. No va arribar a entrar en producció ja que el canó VYa no va ser considerat satisfactori, i una versió anterior amb una major autonomia ja disposava d'un canó i una metralladora.
Yak-9O (VK-107)
la variant definitiva del Yak-9, Yak-9O (VK-105) equipada amb el nou motor Klimov VK-107A de 1.650 Cv (1.230) kW, i un canó ShVAK 20 mm amb 120 projectils reemplaçant al canó VYa. Les primeres proves de vol, que van tenir lloc en 1943, indicaven que l'únic avió comparable soviètic, era el prototip del Polikàrpov I-185 el qual, resultava més difícil de volar i menys àgil, a causa del seu major pes. La velocitat màxima del prototip, va ser de 700 km/h a 5.600 m, la qual cosa el convertien en el caça més ràpid del món en aquell moment. Els problemes de sobreescalfament inicials, van ser solucionats engrandint els radiadors. En els avions de producció, es van incloure una sèrie de millores aerodinàmiques, que el van convertir en el millor caça soviètic en altitud.
Yak-9UV
versió biplaça en tàndem d'entrenament, conversió del Yak-9O (VK-107), l'armament, es reduïa a un sol canó Berezin B-20 amb 100 projectils. No va arribar a entrar en producció davant la introducció dels avions de reacció.
Yak-9UT
versió del Yak-9O (VK-107) amb revestiment resistent d'aliatge lleuger en la totalitat de la cèl·lula; armat amb 1 canó Nudelman N-37 de 37 mm amb 30 projectils i 2 canons Berezin B-20 de 20 mm amb 120 projectils cadascun. Igual que el Yak-9TK podia reemplaçar el N-37 amb una peça de 20 mm Berezin B-20, de 23 mm Nudelman-Suranov NS-23, o de 45 mm Nudelman N-45. Els avions de sèrie, portaven el canó NS-23 en lloc del N-37 com a armament per defecte.
Yak-9
Una versió biplaça del Yak-9M i del Yak-9T, amb motor Klimov VK-105 PF2 i amb l'armament reduït a un 1 canó ShVAK de 20 mm amb 90 projectils.
Recreacions actuals
Al començament dels anys 90, Yakovlev va començar una producció limitada del Yak-9 i del Yak-3 usant l'equipament original de la Segona Guerra Mundial, equipats amb motors Allison V-1710.